# پایپر پی‌ای-۲۸ چروکی
پایپر پیای-۲۸ چروکی (به انگلیسی: Piper PA-28 Cherokee) خانواده‌ای از دو یا چهار صندلی هواپیمای سبک است که توسط پایپر ایرکرافت ساخته شده و برای آموزش پرواز، تاکسی هوایی و استفاده شخصی طراحی شده است.